# هيبريدس الجديدة

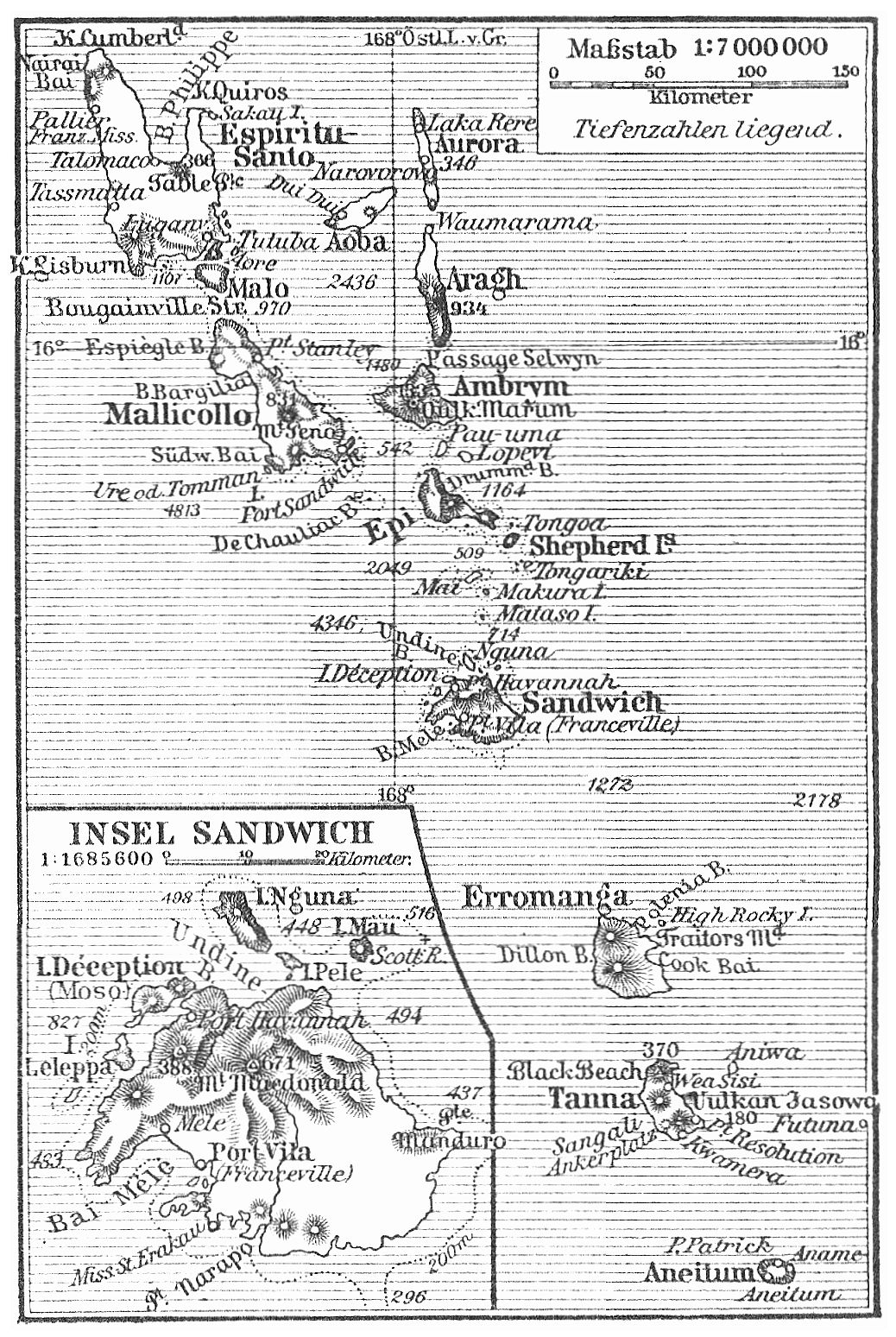
خريطة هيبريدس الجديدة، 1905

هيبريدس الجديدة ، (New Hebrides)، رسميا «كوندومينيوم هيبريديس الجديدة» (New Hebrides Condominium) ((إنجليزية: Condominium des Nouvelles-Hébrides)‏ (كوندومينيوم دي نوفيل هيبريديس)، (الفرنسية: كوندومينيوم دي نوفيل هيبريديس. وهو المسمى لأرخبيل هيبريدس الإسكتلندي، كان الاسم الاستعماري لمجموعة الجزرة في جنوب المحيط الهادئ والتي تعرف الآن باسم فانواتو. السكان الأصليون سكنوا الجزر لمدة ثلاثة آلاف عام قبل وصول أول الأوروبيين في عام 1606 من بعثة إسبانية بقيادة الملاح البرتغالي بيدرو فرنانديز دي كويروس. تم استعمار الجزر من قبل البريطانيين والفرنسيين في القرن الثامن عشر، بعد وقت قصير من زيارة الكابتن جيمس كوك.
وقع البلدان في نهاية المطاف اتفاقًا يجعل الجزر تحي سيادة مشتركة أنجلو-فرنسية، وانقسم الهيبريديين إلى مجتمعين منفصلين: واحد أنجليوفون وواحد فرنكوفوني. استمر هذا التقسيم حتى بعد الاستقلال، حيث يتم تدريس المدارس بلغة أو أخرى، وبأحزاب سياسية مختلفة. استمرت الملكية والسيادة المشتركة من عام 1906 حتى عام 1980، عندما نال الهيبريديس استقلالهم كجمهورية فانواتو.

## روابط خارجية
- Pandemonium Reigns in New Hebrides, The Times-News  [لغات أخرى]‏ – 10 May 1973
- A Political Memoir of the Anglo-French Condominium of the New Hebrides